# 정성우 (가수)
정성우(1991년 ~ )는 대한민국의 가수다. 2018년 디지털 싱글 앨범 [어느별]로 데뷔했다.

## 방송
- 트롯 전국체전 (2020) - Top87

## 음반
- 어느별 (2018)